# Grupo Cadena
Grupo Cadena, antes Cadena Baja California, es una empresa de comunicación a nivel estatal con penetración en Baja California, con más de 70 años de historia.

## Historia
Grupo Cadena se inició en 1936 con el nacimiento de la estación de radio XEBG-AM, en la ciudad de Tijuana, en 1950 obtiene un gran logro con la creación de la estación XEDX-AM en la ciudad de Ensenada, CBC contaba con emisoras instaladas en dos de los cuatro municipios del estado, transmitiendo su señal en Tijuana, Ensenada y Tecate.
En 1964 CBC adquiere la concesión de XEMBC-AM, la entonces Radio Cachanilla (hoy Cadena 1190), en la ciudad de Mexicali, logrando así su consolidación emitiendo en todo el estado .
En 1965 CBC inicia XEMMM-AM en los 800 kHz en la ciudad de Tijuana, actualmente es XESPN-AM Cadena 800 AM.
En 1969 se compra la estación XEKT-AM 1390 kHz en la ciudad de Tecate y se convierte en un eslabón más de Cadena Baja California
En 1974, Grupo Cadena agrega un eslabón más a su serie de éxitos con la compra de XEWV-FM, hoy More FM.
En 1977 inicia sus operaciones XHQF-FM en el 98.9 MHz en la ciudad de Tijuana, en 1994 cambia sus siglas XHMORE-FM y hoy es conocido como More FM 989 Más Rock en Español.
Grupo Cadena logra ser lo que es al día de hoy gracias a gente que con su esfuerzo y deseo de mejorar continuamente ha hecho que la radiodifusión de Baja California este muy por encima de otras entidades del país.
En 1990 inicia transmisiones XHBJ-TV Canal 45 en Tijuana, Baja California emitiendo programación local y videos musicales. A finales de los noventas se convirtió en repetidora de Gala TV (También fue de 2004 a 2012 de Canal 5) y transmitía solo videos musicales antes de concluir sus transmisiones.
En 1994 inició sus operaciones XHFJ-FM (hoy XHMIX-FM) en el 98.3 FM en Mexicali como Modern Rock 98.3. Ha tenido diferentes nombres como Mix 98, Zona 98 y actualmente Power 98 Jams ahora parte del grupo California Medios.
En septiembre de 2010 MORE FM 98.9 "Más Rock en Español" reinicia sus operaciones a través del 98.9 FM del cuadrante, manteniendo la misma tendencia de Rock en Español de los 80's en adelante, pero con la inclusión de Clásicos del Rock en Inglés de los 80's y 90's los fines de semana. 
El 1 de noviembre de 2010, XESPN-AM cambió a "Noticias 800" llevando la programación de Imagen Radio con personalidades de la talla de Pedro Ferriz de Con, Adela Micha, Fernanda Familiar, Jorge Fernández Melendez, Esteban Arce, Pablo Carrillo Lavat y muchos más. En 2013 cambió su nombre a "Cadena 800" llevando la misma programación.
A partir del 24 de enero de 2011 CBC Radio cambió a Cadena 1550, Cadena, 1010 y Cadena 1190, así mismo se iniciaron los Informativos de Cadena Noticias a través de las Emisoras de Tijuana, Ensenada y Mexicali. Respectivamente. Un nuevo Concepto Radiofónico para presentar la Noticia, de manera amena y agradable, con la intención de brindar al Radio escucha el diario Acontecer de forma oportuna, para que este bien Informado. 
El 9 de septiembre y después de 27 años de trasmitir como Fiesta Mexicana, XEWV-FM cambia de formato a MORE FM 106.7 Más Rock en Español.
En diciembre de 2012, Cadena 1010 AM de la Ciudad de Ensenada comienza sus transmisiones en Formato Combo por el 100.3 de Frecuencia Modulada
A principios del 2013 Cadena Baja California cambia su nombre a Grupo Cadena.
A partir del 13 de abril de 2015 XESPN Cadena 800 AM cambió  la programación de Imagen Radio a Radio Fórmula Segunda Cadena Nacional.
En 2019, tras  cerca de 20 años de afiliación con Televisa, Canal 45 cambia de programación y también de nombre. Ahora se llama ¨45 TV Tijuana¨ con programación del Canal 66 de Mexicali (noticiero matutino) y de Multimedios Televisión.
Grupo Cadena ha sido y seguirá siendo el Centro de Comunicación Líder en Baja California.
El 22 de mayo de 2022 Tijuana XESPN-AM 800 kHz XEBG-AM 1550 kHz XHMORE-FM 98.9 MHz y Mexicali XEMBC-AM 1190 kHz salió del aire y su programación es solo en línea.

## Estaciones
Grupo Cadena posee estaciones en Baja California. En Tijuana, 1 es de Televisión y 3 son de Radio, en Mexicali, posee 2 estaciones de Radio, y en Ensenada, posee 1 estación de Radio.

### Tijuana, Baja California

#### Estaciones de Radio
| Indicativo de señal | Frecuencia     | Formato                                             | Nombre      | Fundado | Adquirido desde: |
| ------------------- | -------------- | --------------------------------------------------- | ----------- | ------- | ---------------- |
| XEBG-AM             | 1550 kHz en AM | Noticias, programación hablada, deportiva y musical | Cadena 1550 | 1936    | 1936             |
| XHMORE-FM           | 98.9 MHz       | Rock en Español e Inglés                            | More Online | 1977    | 1977             |
| XESPN-AM            | 800 kHz en AM  | Noticias y programación hablada                     | Cadena 800  | 1965    | 1965             |

#### Estaciones de Televisión
| Indicativo de señal | Canal TDT | Nombre               | Afiliación  | Fundado | Adquirido desde: |
| ------------------- | --------- | -------------------- | ----------- | ------- | ---------------- |
| XHBJ-TDT            | 27 (45.1) | La Voz del Pueblo 45 | Local / PSN | 1990    | 1990             |

### Mexicali, Baja California

#### Estaciones de Radio
| Indicativo de señal | Frecuencia   | Formato               | Nombre                           | Fundado | Adquirido desde: |
| ------------------- | ------------ | --------------------- | -------------------------------- | ------- | ---------------- |
| XEWV-Digital Online | 106.7 Online | Pop/Balada en español | Suena Online 106.7 Actual Online | 1965    | 1974             |

### Ensenada, Baja California

#### Estaciones de Radio
| Indicativo de señal | Frecuencia      | Formato                                              | Nombre              | Fundado           | Adquirido desde:  |
| ------------------- | --------------- | ---------------------------------------------------- | ------------------- | ----------------- | ----------------- |
| XHDX-FM             | 100.3 MHz en FM | Noticias , programación hablada, deportiva y musical | Variedades FM 100.3 | 1950 (2012 en FM) | 1950 (2012 en FM) |

## Formatos
Cadena Radio
Estación de radio hablado transmitiendo programación local en cada ciudad, en enlace estatal (desde Tijuana), programación de W Radio y de Radio Fórmula (En el caso de XESPN-AM).
Cobertura
- XEBG-AM 1550 kHz - Tijuana, Baja California
- XESPN-AM 800 kHz - Tijuana, Baja California
- XEMBC-AM 1190 kHz - Mexicali, Baja California
- XHDX-FM 100.3 MHz - Ensenada, Baja California (Variedades FM 100.3)
- XHKT-FM 88.5 MHz - Tecate, Baja California (La Súper KT, solamente en el caso de Cadena Noticias)

More FM
Estación de radio que transmite música de Rock en Español e Inglés, música local de la región Baja California-California y los viernes una barra de música electrónica.
Cobertura
- XHMORE-FM 98.9 MHz - Tijuana, Baja California

Estación que transmitió el formato.
- XEWV-FM 106.7 MHz - Mexicali, Baja California

Cadena Televisión (45 TV Tijuana)
Canal de Televisión que transmite programación variada. Hasta 2019 fue afiliada a NU9VE. Sólo transmite programas y videos musicales de programación originada desde Tijuana además de comerciales locales y del INE.
Cobertura
- XHBJ-TDT 45.1/27 UHF - Tijuana, Baja California

## Formatos anteriores
More TV
Canal de televisión especializada en videos musicales enfocada al rock en español e inglés, también transmitía programas noticiosos, deportivos y eventos en vivo. Inició en 1994 y finalizó en 1998.
- XHBJ-TV 45 - Tijuana, Baja California

Fiesta Mexicana
Estación de Radio que transmitía música grupera y tradicional mexicana. Inició en 1985 y terminó en 2011.
- XEMMM-AM 940 kHz - Mexicali, Baja California (Anteriormente XEWV-AM. Transmitió simultanamente con el 106.7 FM durante los noventas y después fue vendida la estación. Actualmente 940 Oldies)

- XEWV-FM 106.7 kHz - Mexicali, Baja California (Ahora SUENA FM 106.7)

- XHFZO-FM 92.9 kHz - Ensenada, Baja California (Ahora Amor Mío y transmitiendo de forma independiente)

CBC Radio
Transmitía programación noticiosa y deportiva con afiliación a Imagen Radio, W Radio y Canal Continental de Noticias (transmitiéndose actualmente). Es llamada la primera cadena estatal de Baja California. En 2011 se transformó en Cadena Radio.
- XEBG-AM 1550 kHz - Tijuana, Baja California (XEBG 1550 AM, ahora Cadena 1550)
- XEMBC-AM 1190 kHz - Mexicali, Baja California (Radio Hablado 1190 AM, ahora Cadena 1190)
- XEDX-AM 1010 kHz - Ensenada, Baja California (Radio Variedades 1010 AM, ahora Cadena 100.3)
- XEKT-AM 1390 kHz - Tecate, Baja California (XEKT 1390 La Súper Estación, ahora La Súper KT 88.5 de California Medios)

Zona 98
Estación de radio que transmitía música oldies de los 50´s hasta los 90's. Funcionó del 2005 hasta el 2010.
- XHMIX-FM 98.3 MHz - Mexicali, Baja California (Ahora Power 98 Jams de California Medios y Grupo Cadena)

## Estaciones que formaron parte de CBC
- XEABCA-AM 820 kHz - Mexicali, Baja California (Antes XEYX, ahora de ABC Radio)
- XEMMM-AM 940 kHz - Mexicali, Baja California (Antes XEWV, ahora de ABC Radio)
- XERM-AM 1150 kHz - Mexicali, Baja California (Ahora de Radio Fórmula)
- XEKT-AM 1390 kHz - Tecate, Baja California (Ahora de California Medios)
- XHMIX-FM 98.3 MHz - Mexicali, Baja California (Ahora de California Medios)
- XHFZO-FM 92.9 MHz - Ensenada, Baja California
- XEBC- AM 820kHz Tijuana en 1929 B.C